# Spinon
Het spinon is een van de quasideeltjes, waaruit een elektron in een vast stof is samengesteld. Gebonden aan een holon en een orbiton vormt het spinon een elektron. Het spinon draagt de spin vrijheidsgraad, oftewel het magnetische moment, van het elektron. Wanneer een elektron in een materiaal opgesloten zit in een 1 dimensionale structuur, kan het in verschillende de quasideeltjes opgeslitst worden

.